# Acraea oncaea
Acraea oncaea är en fjärilsart som beskrevs av Carl Heinrich Hopffer 1855. Acraea oncaea ingår i släktet Acraea och familjen praktfjärilar. Inga underarter finns listade i Catalogue of Life.